# Jakob Ejersbo
Jakob Ejersbo (* 6. April 1968 in Rødovre; † 10. Juli 2008 in Aalborg) war ein dänischer Schriftsteller.

## Leben und Werk
Ejersbo wuchs an verschiedenen Orten in Dänemark und in Tansania auf. Seinem Fachabitur 1988 in Aalborg folgten einige unruhige Jahre, in denen er Gelegenheitsjobs unter anderem in Fabriken und im Straßenbau annahm, als Kellner arbeitete und kurzfristig an der Universität studierte. Eine Ausbildung an der Dänischen Journalistenhochschule (Danmarks Journalisthøjskole) in Aarhus beendete er 1995. Anschließend arbeitete er für verschiedene Rundfunkstationen und die dem Gewerkschaftsbund nahestehende Tageszeitung Aktuelt.
1998 gab Jakob Ejersbo gemeinsam mit seinem Freund Morten Alsinger sein erstes belletristisches Werk, den Briefroman Fuga, heraus. Für einen Band mit Erzählungen, dem er den Titel Superego gab, fand er zunächst keinen Verlag. Das Buch wurde schließlich vom renommierten Verlagshaus Gyldendal publiziert und erhielt mehrere positive Besprechungen.
Der Durchbruch gelang Ejersbo 2002 mit dem über 400 Seiten starken Roman Nordkraft, der im Milieu von Kleinkriminellen, Dealern und Drogenabhängigen in Aalborg spielt. Mit dem Buch entfernte sich Ejersbo demonstrativ von der dänischen Ästhetik der 1990er Jahre, die durch intellektuelle Experimentierfreude, einen teilweise ironischen Minimalismus und eine Renaissance der Kurzprosa geprägt war. Es erzählt in drei großen Kapiteln, mit drei verschiedenen Erzählern, von Kindern der 68er-Generation, die die Ideale ihrer Eltern nicht mehr teilen und sich weigern, erwachsen zu werden. Die drastisch und ungeschminkt, dabei nicht ohne poetische Einschläge geschilderten Biographien lassen die sorgfältige Recherche des ausgebildeten Journalisten erkennen. Dänische Rezensenten hoben vor allem die von ruppigem Slang durchwirkte authentische Sprache des Buches hervor. Ejersbo selbst bezog sich in Interviews auf die Tradition des Realismus im 20. Jahrhundert und siedelte seine Literatur in der Nähe von Autoren wie Erich Maria Remarque, Ernest Hemingway, Erskine Caldwell und Flannery O’Connor an.
Nordkraft erreichte in Dänemark eine ungewöhnlich hohe Auflage von über 100.000 Exemplaren und wurde in mehrere Sprachen, so auch ins Deutsche, übersetzt. Die Buchhändler des Landes zeichneten ihn 2002 mit dem Preis De Gyldne Laurbær (Goldener Lorbeer) aus. Im Frühjahr 2005 gelangte Ole Christian Madsens Verfilmung des Romans in die dänischen Kinos.
Jakob Ejersbo starb im Juli 2008 nach längerem Krebsleiden. Er hinterließ mehrere Manuskripte, darunter eine fast vollendete, 700 Seiten lange Romantrilogie, die 2009 in Dänemark veröffentlicht wurde und 2011/2012 auch in Deutschland erschien.

## Bibliographie

### Originalausgaben
- Fuga (zusammen mit Morten Alsinger, 1998)
- Superego (2000)
- Nordkraft (2002)
- Afrika-Trilogie:
  - Liberty (2009)
  - Eksil (2009)
  - Revolution (2009)

### Übersetzungen
- Nordkraft. Aus dem Dänischen von Sigrid Engeler. DuMont-Literatur-und-Kunst-Verlag, Köln 2004, ISBN 3-8321-7844-9.
- Liberty. Aus dem Dänischen von Ulrich Sonnenberg. btb, München 2011, ISBN 978-3-442-75286-7
- Exil. Aus dem Dänischen von Ulrich Sonnenberg. btb, München 2012, ISBN 978-3-442-75288-1
- Revolution. Aus dem Dänischen von Ulrich Sonnenberg. btb, München 2012, ISBN 978-3-442-75287-4